# Leucocrinum
Leucocrinum is een geslacht uit de aspergefamilie. Het geslacht telt een soort: Leucocrinum montanum. Deze komt voor in het westen van de Verenigde Staten. 